# Église de l'Assomption de Conliège
Pour les articles homonymes, voir Église de l'Assomption et Assomption.
L'église de l'Assomption de Conliège par le passé constituant la collégiale de la Nativité-de-la-Vierge de Conliège est une église catholique du XVIIe siècle à Conliège dans le Jura en Franche-Comté. Elle est inscrite aux monuments historiques depuis 2009. Un bâtiment antérieur à celui visible aujourd’hui aurait été construit en 1393. La première pierre du nouveau bâtiment a été posée en 1624. Le fronton coupé de la façade est une persistance de la Renaissance. Noter la solution originale prise pour les lumières hautes, tant au pignon qu’au mur gouttereau nord qui sont des “œils-de-bœuf” circulaires (notez le pluriel irrégulier). L’intérieur est d’un beau volume malgré  la remarque de A. Rousset qui note “Des pilastres d’un mauvais ordre ionique” et d’autres “appartenant à l’ordre toscan”. Un reliquaire est censé contenir les restes de saint Fortuné (Fortunat de Fano : VIe siècle, voir Saint Fortunat ), évêque de Fano en Italie. Ce point pourrait être discuté avec la ville de Hirsingue qui est supposée détenir le sang du saint en question.